# Aloe haemanthifolia
Aloe haemanthifolia là một loài thực vật có hoa trong họ Măng tây. Loài này được Marloth & A.Berger mô tả khoa học đầu tiên năm 1905.

## Hình ảnh

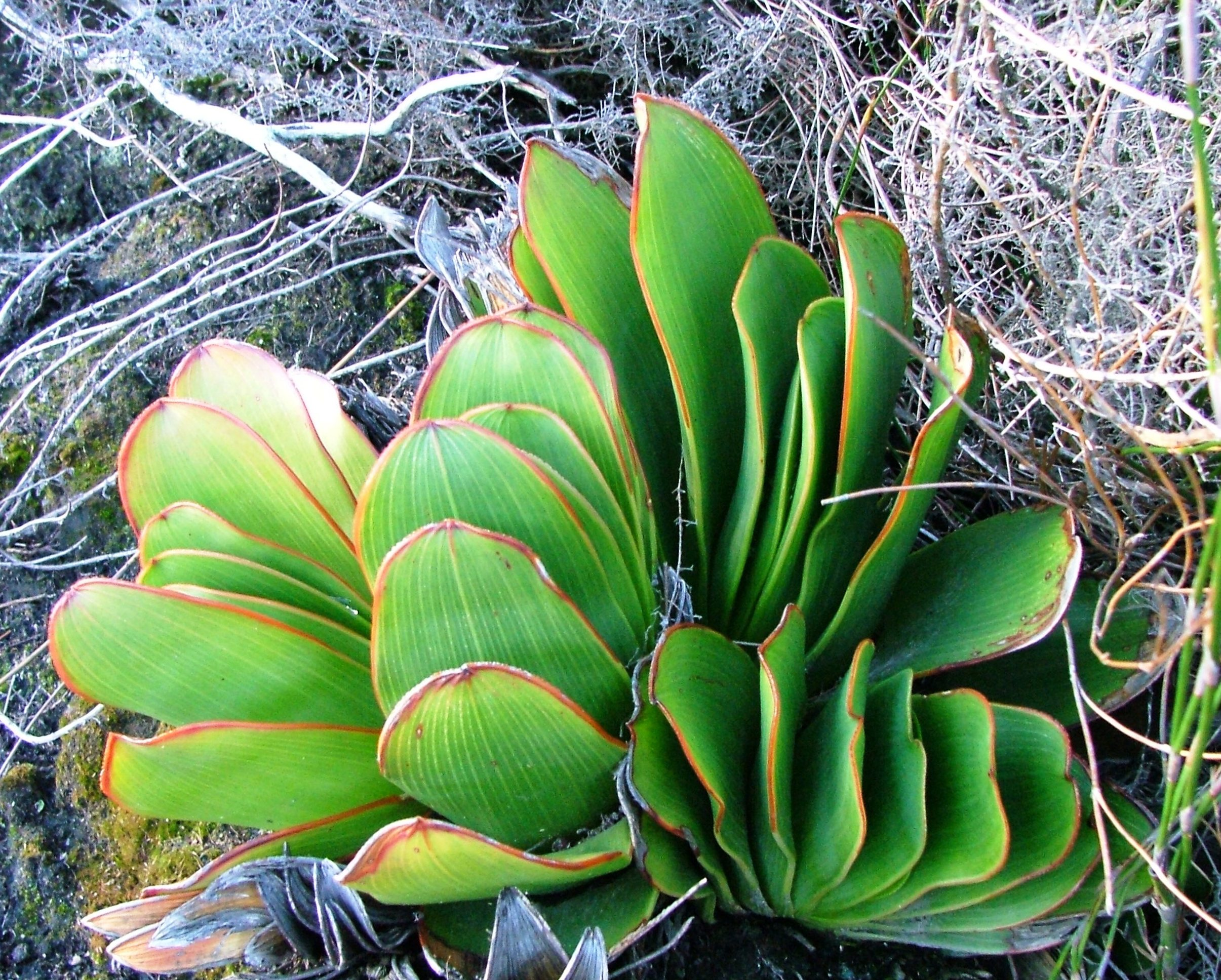
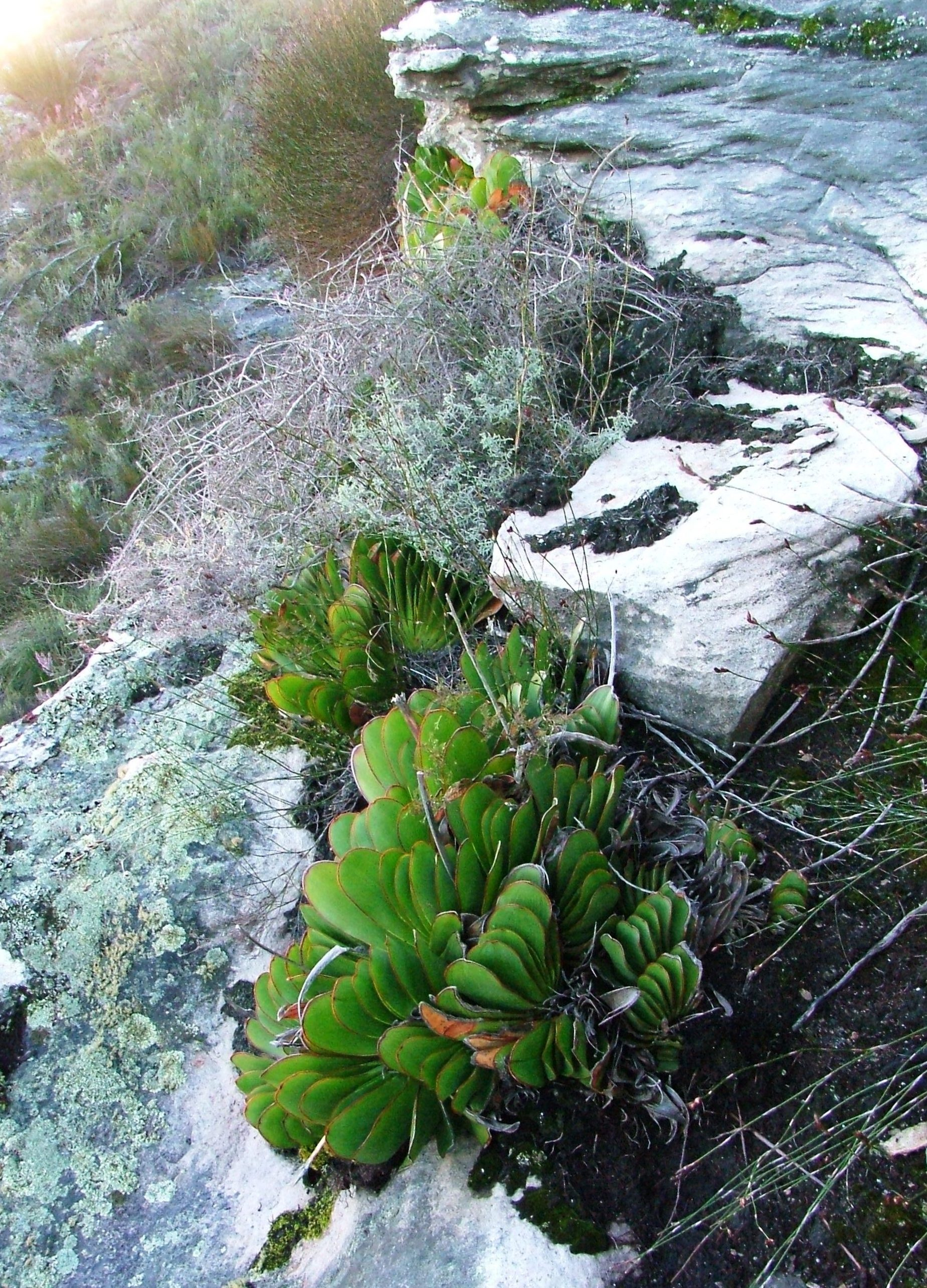
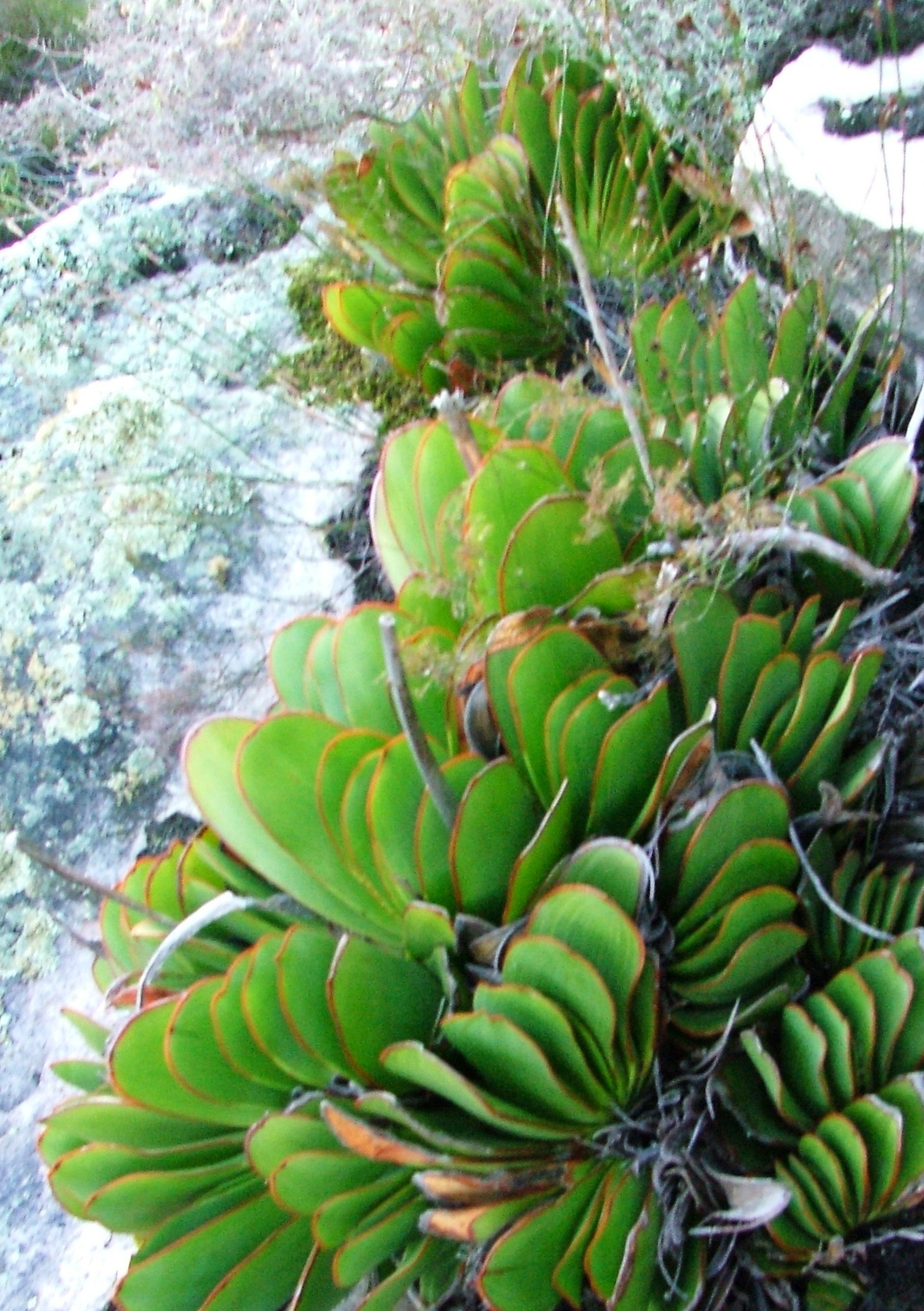
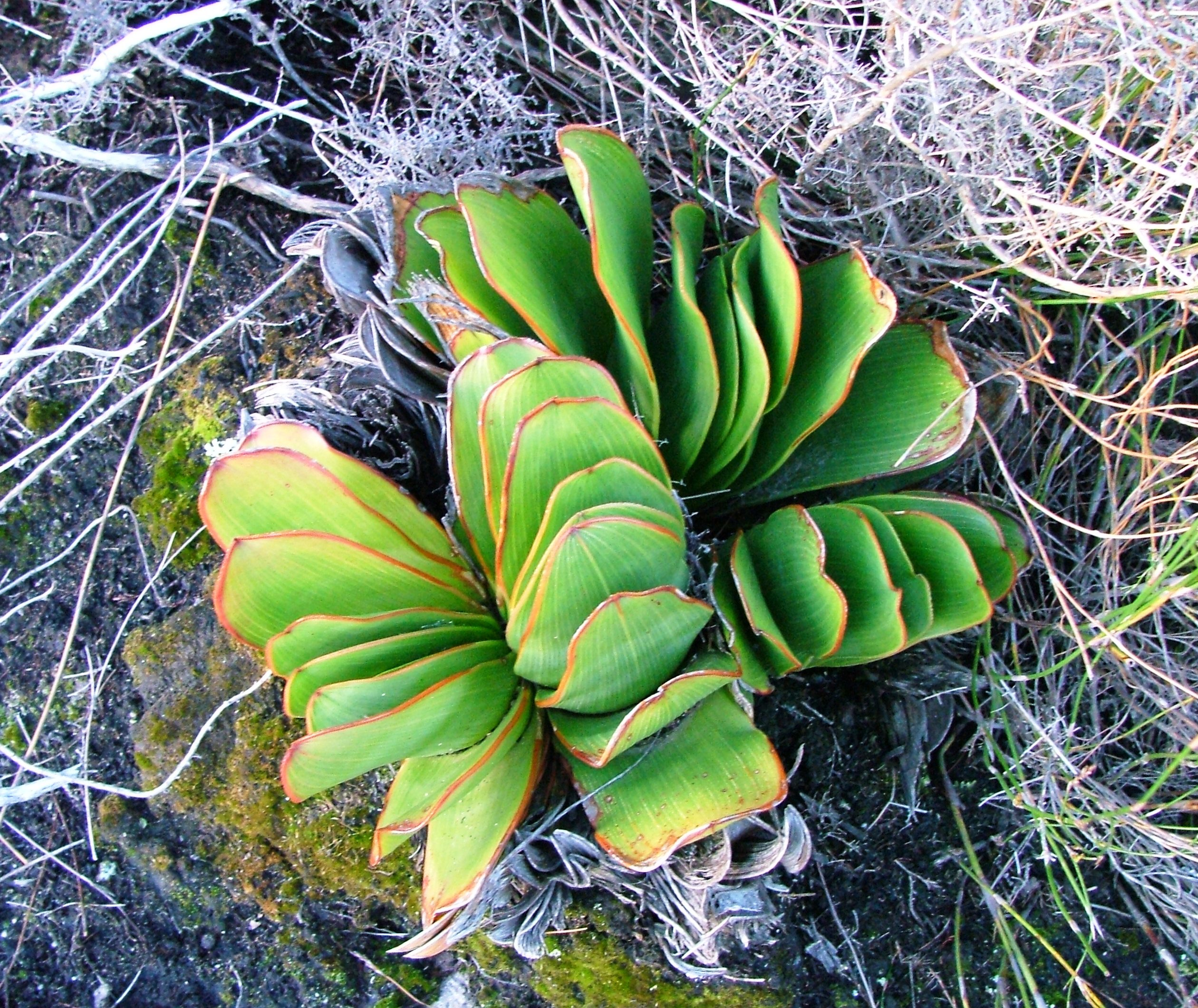